# دبووکو
دبووکو (به لهستانی:  Dybówko) یک روستا در لهستان است که در گمینا پروستکی واقع شده‌است.